# 工藤太郎
工藤 太郎（くどう たろう）は日本のゲームクリエイター。

## 略歴
大学の経済学部を卒業後、バンド活動をしていた経験を活かしコナミに入社。サウンドクリエイターとして活動する。幾つかのタイトルを手がけた後、次第に企画も担当するように。
その後日本テレネットを経て、スクウェアへ移籍。『スーパーマリオRPG』などに関わった後に西健一らと独立、ラブデリックを設立する。独立した理由として「自分のブランドを表に出したかった」と語っている。
『moon』開発の後、西健一のチームと分離する形で『UFO -A day in the life-』を開発。その際に「同じブランドを掲げる以上、全てに関わらないと納得いかない」「1ブランド1チームで行きたい」と主張し独立。バンプールを設立し、代表取締役社長を勤めた。2017年10月現在はフリー。
既存のRPGに懐疑的なようで「人を殺すゲーム」などと揶揄した発言をする事も。

## 作品
- 悪魔城ドラキュラ (スーパーファミコン版)：音楽
- アクスレイ：音楽
- スーパーマリオRPG：イベントデザイン
  - スーパーマリオRPG（リメイク版）：イベントディレクター、シナリオ
- moon
- UFO -A day in the life-
- ペーパーマリオシリーズ
  - マリオストーリー：オブザーバー[2]
  - ペーパーマリオ スーパーシール：ディレクション、シナリオ[2]
  - ペーパーマリオ カラースプラッシュ：ディレクション、シナリオ[3]
  - ペーパーマリオ オリガミキング：イベントディレクション、シナリオ
- エンドネシア：企画
- コロボール2002
- マリオ&ルイージRPG：ミニゲーム
- もぎたてチンクルのばら色ルッピーランド：ディレクション
- いろづきチンクルの恋のバルーントリップ：ディレクション
- ザ・ローリング・ウエスタンシリーズ
  - ザ・ローリング・ウエスタン：ジローの声
  - ザ・ローリング・ウエスタン 最後の用心棒：ジローの声
  - ザ・デッドヒートブレイカーズ：ジローの声
- 大乱闘スマッシュブラザーズシリーズ
  - 大乱闘スマッシュブラザーズ for Nintendo 3DS / Wii U：ジローの声
  - 大乱闘スマッシュブラザーズ SPECIAL：ジローの声
- なげなわアクション!ぐるぐる!ちびロボ!：プロデューサー（共同）